# Chích chòe Madagascar
Chích chòe Madagascar, tên khoa học Copsychus albospecularis, là một loài chim trong họ Muscicapidae. Chúng là loài đặc hữu của Madagascar.

## Hình ảnh

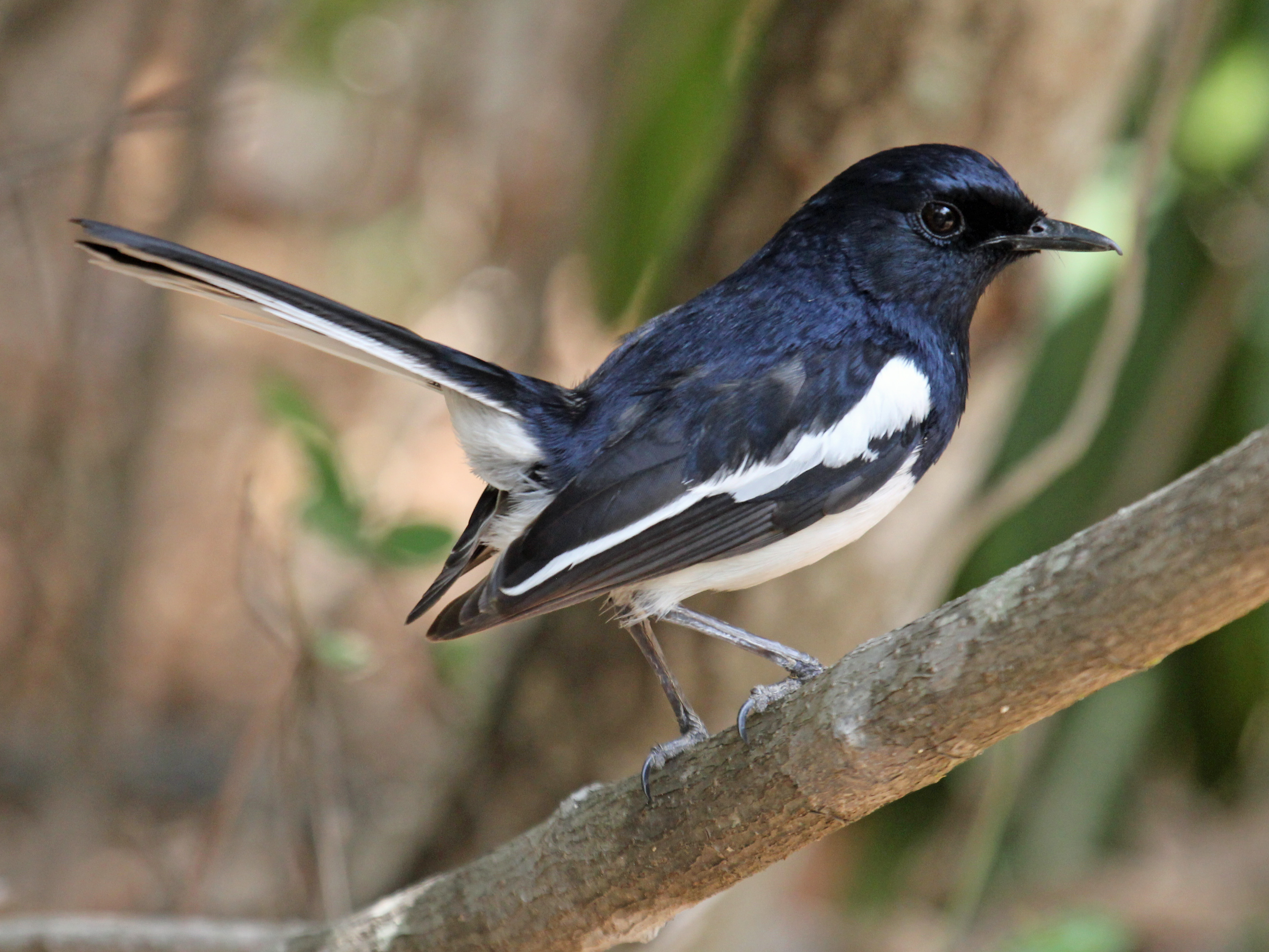
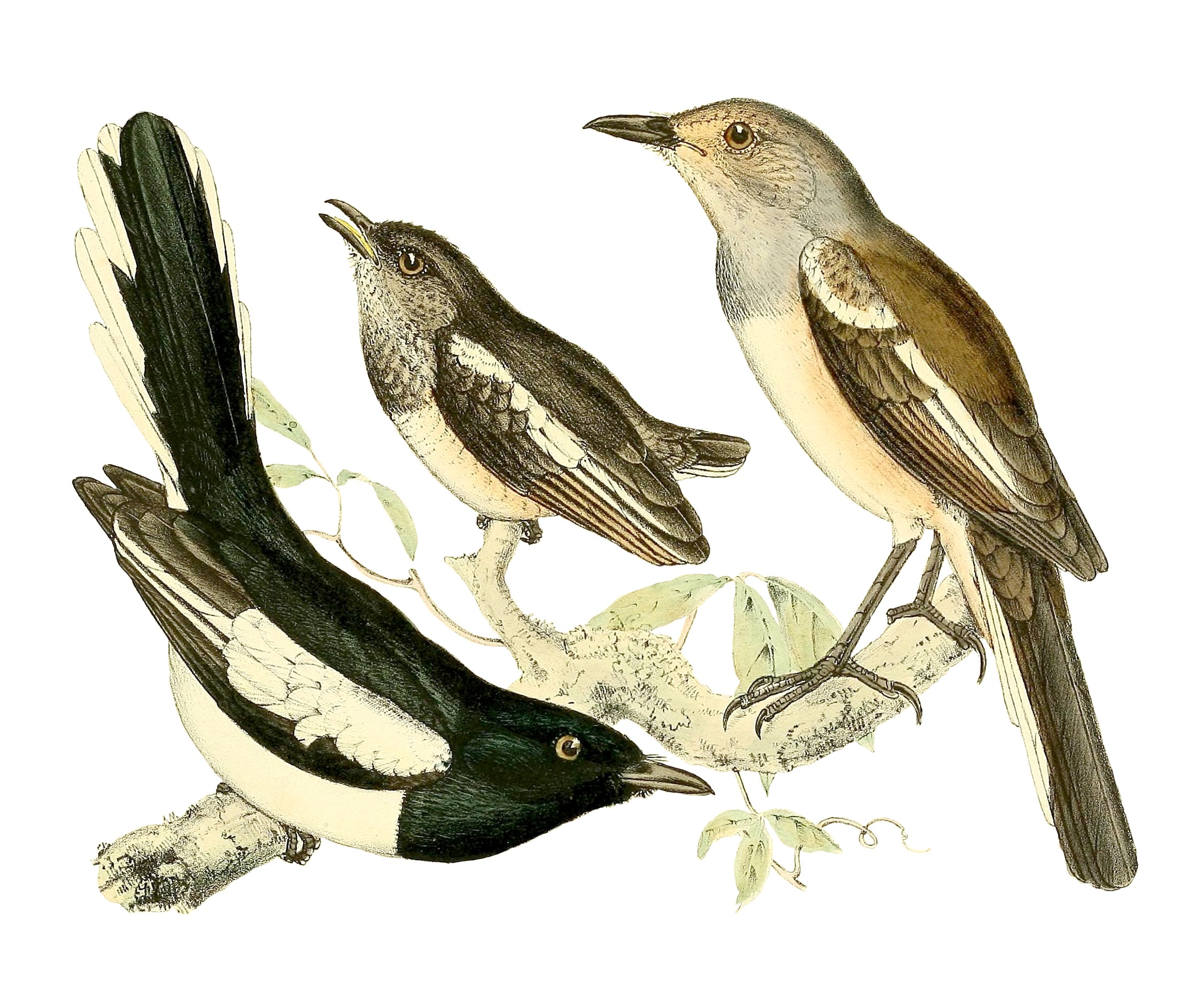